# Lee Myung-jin
Lee Myung-jin (kor. 이명진, ur. 12 kwietnia 1974) – południowokoreański twórca manhwy. 

## Życiorys
Urodził się w Korei i ukończył szkołę Seoul Technical College ze stopniem Visual Design. W 1992 roku rozpoczął pracę nad pierwszą manhwą. Była to Cudowna Noc (Wonderful Night). Dzięki niej wygrał nagrodę Champ Super Manhwa Award. W 1995 przerwał wszelkie pracę na tworzeniem manhwy, gdyż musiał odbyć 2-letnią obowiązkową służbę wojskową. Po powrocie otworzył własne studio Dive to Dream Sea i rozpoczął pracę nad manhwą pt. Ragnarök - jednym z najlepiej sprzedających się komiksów. Myung-jin miał również swój wkład w stworzeniu gry Ragnarok Online. W 2004 roku Ragnarök stał się pierwszą koreańską manhwą, która zainspirowała Japończyków do stworzenia anime, pod tytułem Ragnarok the Animation.